# Xylophanes alegrensis
Xylophanes alegrensis is een vlinder uit de familie van de pijlstaarten (Sphingidae). De wetenschappelijke naam van de soort is voor het eerst geldig gepubliceerd in 1915 door Closs.